# Westgiöta Gustavianer

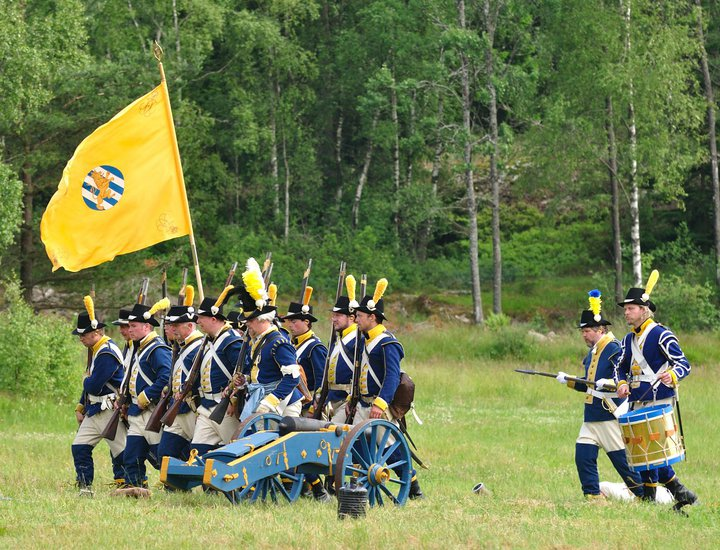
Medlemmar ur Westgiöta Gustavianer klädda i uniform m/1779 under arrangemanget "slaget vid Kvistrum" 2010.

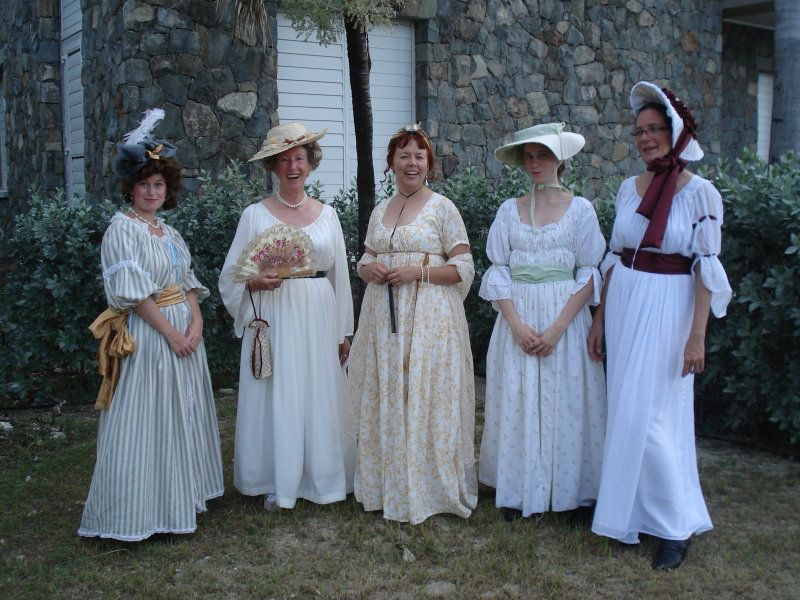
Delar ur Westgiöta Gustavianers civila avdelning vid ett besök på svenskön Saint-Barthélemy i Västindien 2010.

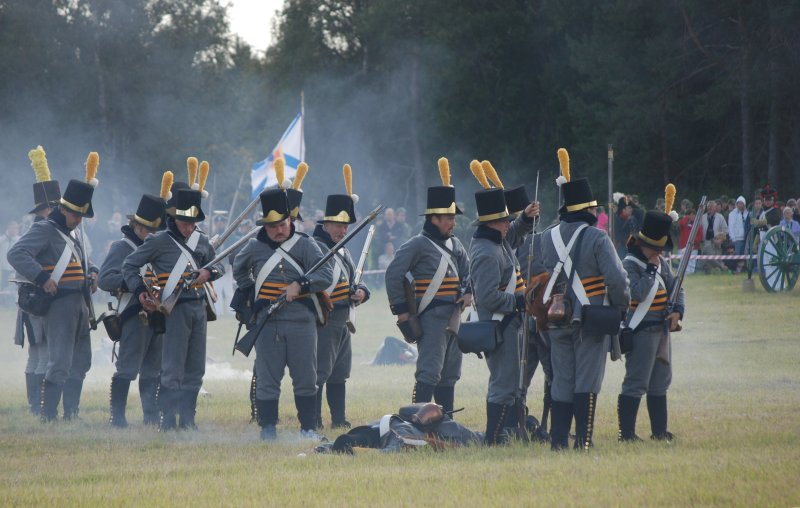
Föreningen uppträder också i uniformsmodell 1807, här under arrangemanget "Sista slaget" i Sävar 2009.

Westgiöta Gustavianer (WG) är en kulturhistorisk samt militärhistorisk förening som bildades 1998 med säte i Göteborg. Föreningen återskapar och vårdar traditionerna från det gustavianska krigsväsendet och Göteborgs garnison under tiden 1771-1809. Detta gör föreningen bland annat genom att som autentisk trupp förevisa reglementen från tiden, hålla föredrag, forska och idka hantverk och sömnad. I verksamheten ingår också en grupp som levandegör det civila 1700-talssamhället. 
Westgiöta Gustavianers motto är "En kulturhistorisk förening som levandegör den gustavianska tiden".
Föreningen är medlem i Riksförbundet Sveriges Militärkulturhistoriska Föreningar, RSMF, och har genom Hemvärnet i Göteborg anknytning till Försvarsmakten.

## Aktiviteter genom åren
År 2004 tog föreningen initiativet till det populära Gunnebo slottsspel som genomfördes med start följande år. Arrangemanget lockade tusentals besökare till Gunnebo slott i Mölndal under fyra återkommande tillfällen. Westgiöta Gustavianer har även samverkat med Ostindiefararen Götheborg och Göteborgs Stadsmuseum genom åren. 
Föreningen har gjort utlandsresor till bland annat Norge, Ungern, Tyskland. År 2010 besökte föreningen den tidigare svenska ön kolonin Saint-Barthélemy i Västindien.
År 2010 arrangerade Munkedals kommun  "Slaget vid Kvistrum" i samarbete med Westgiöta Gustavianer, ett internationellt reenacment, där flera svenska och utländska historiska föreningar också medverkade. 
Föreningens medlemmar har även medverkat som statister vid film- och teaterarrangemang.

## Boken "Bussar och Bönhasar"
Två av föreningens medlemmar, Christer Johansson och Fredrik Johansson, har gett ut boken "Bussar och bönhasar", som handlar om Göteborgs yngre garnisonsregemente åren 1771-1801, inom den gustavianska krigsmakten.